# Híria de Beòcia
Híria (Jònic: Ὑρίη Huriē, Koiné: Ὑρία Huria;) és un topònim que apareix al Catàleg de les naus, de la Ilíada, en el qual la primera posició correspon al contingent beoci, en el que Híria i la rocosa Àulida, on la flota es va aplegar, apareixen en primer lloc de la llista.
La localització d'Híria no ha estat establerta amb certesa.
L'emplaçament va ésser assignat al territori de Tanagra per Estrabó, que no és més precís sobre la seva ubicació, i que aparentment ja no estava habitat en el seu temps. Pausànias no l'esmenta. Les identificacions modernes de l'emplaçament proper a Àulida el situen prop de Megalo Vouno, en un turó de la plana costanera propera a la platja d'Àulida, al costat de l'estret d'Eurip, davant de l'illa d'Eubea; on s'ha trobat ceràmica de l'Hel·làdic tardà i les excavacions han revelat ceràmica micènica primerenca en una tomba.